# Бердичівське гето
Бердичівське ге́тто — єврейське гето в період Другої світової війни, створене нацистською Німеччиною 7 серпня 1941 року в місті Бердичеві на території СРСР, окупованій нацистами в результаті операції «Барбаросса».

## Хід подій
7—8 серпня 1941 року почалося масове виселення євреїв до гето, створеного в районі міського базару (т. зв. "Ятки") та навколишніх вулиць Староміської, Муромської, Штейнівської (останні дві нині мають назви відповідно 30-річчя Перемоги та Льва Толстого), між базаром і річкою Гнилоп'ять. Із майна їм дозволялося взяти лише одяг і білизну. До 22 серпня більшість євреїв зібрали в гето. Євреїв заганяли в старі халупи по п'ять-шість сімей, по кілька десятків людей в одну кімнату. На переселення відводився один день, а на практиці цей строк був зведений до 2—3-х годин. Залишати гето дозволялося лише для виходу на базар, для придбання продуктів, але тільки після шести годин вечора, коли на базарі вже практично не залишалось ані продавців, ані продуктів. В інший час виходити за межі гето заборонялось під страхом суворого покарання.
25 серпня в Бердичів прибув штаб обергрупенфюрера СС і генерала поліції на окупованих територіях Фрідріха Єкельна. В цей же день його штабна рота розпочала масові розстріли єврейського населення — було страчено 546 осіб. 27 серпня велику групу (близько 2 тис. чол., в тому числі старі люди, жінки, діти) вивезли в район села Бистрик і там розстріляли. За цією партією були наступні. Дітей кидали в ями живими. 28 серпня на території Державного історико-культурного заповідника гітлерівці розстріляли 300 євреїв, яких взяли з квартир будинків, що прилягають до заповідника. 4 вересня також проведена масова акція розстрілу єврейського населення, в результаті якої окупанти знищили 1303 мешканці, серед них 876 жінок і дітей. 5 вересня 10 656 осіб було страчено поряд з селом Хажин в районі Глинок (неподалік від полотна вузькоколійної залізниці Бердичів — Бродецьке — Холоневська).
15-16 вересня 1941 року відбувся наймасовіший розстріл мирних жителів єврейської національності міста Бердичева і району. Приречених гнали великими партіями, а немічних звозили багатотонними машинами до місць страти, які завчасно підготували поряд з хутором Шльомарка та селом Жидівці. Групи по 30—50 осіб приганяли до завчасно викопаних ям, де вони віддавали усі цінності й гроші офіцерові, а потім їм пускали кулю в потиличну частину голови. Знесилених хворих та стариків, які не могли пересуватися, рідні несли до місця страти на ковдрах, простирадлах і носилках. Після розстрілу верхній шар землі довго ворушився, а наступного дня вся поверхня засипаних землею ям була червона від людської крові. Щоб заглушити крики й плач приречених, під час розстрілу весь день над місцями страти кружляли чотири німецьких тримоторних літаки. Всього цього дня знищено 12 тис. осіб, жінок та дітей. Масову страту здійснили штабна рота обергрупенфюрера СС Фрідріха Єккельна, 45-й резервний поліційний батальйон і поліція, яку створили з місцевого населення. Врятуватись від розстрілу вдалося лише одиницям.
Через два тижні — 3 жовтня — в районі радгоспу (МТС) Сокулино розстріляно понад 3 тисячі євреїв. Це були залишені на півтора місяця жити євреї-фахівці й частково члени їхніх родин, а також виловлені поліцією на території гето євреї, що переховувались від окупантів.
3-го листопада розстріляно ще близько 2-х тисяч євреїв. В місті фактично завершилась ліквідація єврейського населення, яка тривала з липня місяця. Німецько-фашистські окупанти разом з фізичним вбивством євреїв також зруйнували всі синагоги Бердичева — Білопольську, Загребельну, Немирівську, Новоміську і Староміську. Від Хоральної синагоги Бердичева залишилися тільки стіни.
Через пів року, 25 лютого 1942 року, гебітскомісар Бердичівського округу Шмідт видав наказ-розпорядження, згідно з яким всі євреї, що ховались ще від окупаційної влади у Бердичеві, повинні були в недільний термін переселитися в табір СД (служба безпеки) на Лисій горі. У цьому наказі було також вказано, що кожен єврей, якого виявлять 2 березня і в подальші дні після вказаного терміну поза межами табору СД, буде розстріляний на місці. Після видання цього наказу всі євреї-ремісники, що ще залишились живими, були зібрані в барак № 1 табору СД на Лисій горі — на території колишніх казарм 14-го кавалерійського полку Червоної Армії. Через декілька місяців — у середині липня — 700 єврейських дівчат та підлітків (їх зігнали з навколишніх сіл) разом з 230 євреями-майстрами розстріляє німецька таборна охорона та місцева поліція. А 27 квітня були розстріляні зареєстровані єврейки, які проживали у Бердичеві й були одружені з росіянами, а також діти, народжені від змішаних шлюбів. Їх виявилось близько 70 осіб. Останні 60 євреїв-спеціалістів, що ще залишались живими, були розстріляні під час першого наступу Червоної Армії на Житомир у листопаді.

## Масштаби трагедії
Згідно з переписом 1939 року в Бердичеві проживало 23266 євреїв, що складали 37,5 % всього населення міста. До літа 1941 року з урахуванням природного приросту та міграції в місто біженців із західних і центральних районів Польщі, окупованих Німеччиною, єврейське населення Бердичева могло зрости до 25—26 тисяч осіб. Всього у 10-ти братських могилах, що знаходяться в різних місцях вздовж автодороги Бердичів-Райгородок, за даними Надзвичайної комісії з розслідування злочинів німецько-фашистських загарбників, поховано 18640 мирних жителів, переважно жінок, дітей і людей похилого віку єврейської національності. Бердичівська трагедія вересня 1941 року стала першим масовим геноцидом єврейського населення, здійсненим гітлерівцями в Європі і Радянському Союзі (наступним стало масове знищення євреїв у Бабиному Яру). Василь Гросман зазначає, що з 20,000 євреїв Бердичева, які опинилися під німецькою окупацією, вижили одиниці.

## Вшанування пам'яті
У 1953 році на зібрані жителями Бердичева кошти був виготовлений і встановлений пам'ятник на місці масового розстрілу євреїв поблизу аеродрому у Шльомарці. Монумент простояв один день і за наказом аеродромного начальства був демонтований і відвезений в невідомому напрямі, а через чверть століття випадково був виявлений на старому єврейському кладовищі, де був встановлений біля входу у 1990 році. Після смерті Сталіна, громада відновила зусилля щодо створення пам'ятника, і, у 1958 році, новий пам'ятник був готовий. У написі був опущений той факт, що жертви були євреями.
У 1990-ті роки два пам'ятники з'явилися на місці розстрілів у Шльомарці та на території заповідника. Ще два пам'ятники були зведені на місці колишнього гето в Ятках, присвячені як мешканцям Бердичівського гето, так і українцям, які рятували життя євреїв під час Другої світової війни.